# Sasi Sintawee
Sasi Sintawee (tiếng Thái: ศศิ สินทวี; RTGS: Sasi Sinthawi; sinh ngày 20 tháng 5 năm 1995) là một nữ hoàng sắc đẹp.

## Các cuộc thi sắc đẹp

### Hoa hậu Hòa bình Thái Lan 2013
Cô tham gia cuộc thi nhưng không lọt vào Top 20.

### Hoa hậu Hòa bình Thái Lan 2014
Sau đó một năm, cô trở lại với cuộc thi. Lần này, cô đoạt danh hiệu Á hậu 1 và được trao dải băng cũng như vương miện để đại diện Thái Lan đến với cuộc thi Hoa hậu Trái Đất 2014. Tổ chức cuộc thi Hoa hậu Hòa bình Thái Lan có bản quyền cuộc thi Hoa hậu Trái Đất sau khi Tổ chức Hoa hậu Hoàn vũ Thái Lan chấm dứt nhượng quyền với cuộc thi và Hoa hậu Trái Đất Thái Lan bị mất quyền gửi thí sinh.
Với tư cách là Hoa hậu Trái Đất Thái Lan, Sasi đã thực hiện nghĩa vụ của mình. Cô cùng với Á hậu 1 cuộc thi Hoa hậu Trái Đất 2013 Katia Wagner thúc đẩy chiến dịch thu gom rác vào thùng để giảm lượng rác bỏ vào thùng rác và cũng là chiến dịch phân loại rác  thải. Họ cũng thực hiện việc tuyên truyền tới người dân Băng Cốc và khách du lịch sử dụng xe đạp làm phương tiện đi lại quanh khu vực nội thành cũng như tích cực sử dụng nhiều phương tiện công cộng hơn thay vì ô tô cá nhân để giảm thiểu vấn đề ô nhiễm và giao thông trong khu vực kinh doanh ở nơi đây.
Sasi cũng thực hiện dự án bảo vệ môi trường, được gọi là chiến dịch "Cứu thế giới", thúc đẩy việc ngăn ngừa ô nhiễm nước, quản lý rác thải đúng cách và phòng chống hỏa hoạn.

### Hoa hậu Trái Đất 2014
Cô tới Philippines và tranh tài cùng 84 thí sinh khác để trở thành người kế vị của Alyz Henrich. Trong đêm chung kết, Sasi dừng chân ở Top 16 chung cuộc. Người đăng quang năm đó là cô Jamie Herrell, Hoa hậu nước chủ nhà.

### Hoa hậu Quốc tế Thái Lan 2015
Cô tiếp tục chiến thắng cuộc thi và giành quyền đại diện cho xứ sở chùa vàng tại đấu trường Hoa hậu Quốc tế 2015.

### Hoa hậu Quốc tế 2015
Trong đêm chung kết cuộc thi, cô lọt vào Top 10. Hoa hậu năm đó là cô Edymar Martínez đến từ cường quốc hoa hậu Venezuela.

### Hoa hậu Người mẫu Thái Lan 2019
Tiếp tục sự nghiệp chinh phục các cuộc thi sắc đẹp, cô đăng quang cuộc thi và là đại diện tham gia Hoa hậu Người mẫu Thế giới.

### Hoa hậu Người mẫu Thế giới 2019
Lần này, cô dừng chân ở Top 30. Người đăng quang năm đó là đại diện của Nga, cô Anastasilla Ushakova.